# 비단털등줄쥐속
비단털등줄쥐속(Cricetulus)은 비단털쥐과에 속하는 햄스터 속이다. 유라시아 건조 및 준건조 지역에 분포한다. 7종을 포함하고 있다. 단 비단털들쥐는 물밭쥐아과라서 햄스터보단 레밍과 가까운 관계이다.

## 하위 종
- 티베트난쟁이햄스터 (Cricetulus alticola)
- 비단털등줄쥐 (Cricetulus barabensis)
- 중국햄스터 (Cricetulus griseus)
- 캄난쟁이햄스터 (Cricetulus kamensis)
- 긴꼬리난쟁이햄스터 (Cricetulus longicaudatus)
- 회색난쟁이햄스터 (Cricetulus migratorius)
- 소콜로프난쟁이햄스터 (Cricetulus sokolovi)